# Miopatia alkoholowa
Miopatia alkoholowa – postępujący zanik mięśni pojawiający się po dłuższym okresie nadużywania alkoholu. Wyraźniejsze zaniki występują w proksymalnych (bliższych, dosiebnych) częściach kończyn. Może pojawić się także kardiomiopatia. U osób z wcześniejszymi objawami miopatii, nawet po jednorazowym poważniejszym nadużyciu alkoholu może pojawić się ostry zespół charakteryzujący się bólem, tkliwością i obrzękiem mięśni z widocznymi niekiedy fascykulacjami, które mogą trwać około 7–10 dni. 

## Diagnostyka
W badaniach dodatkowych obserwuje się:
- mioglobinurię
- wzrost poziomu enzymów wątrobowych we krwi (aldolazy, fosfokinazy kreatynowej)
- niewielkie cechy uszkodzenia pierwotnie mięśniowego w EMG
- ogniska martwicy i zmiany zwyrodnieniowe w badaniu wycinka mięśni